# Liotyphlops albirostris
Liotyphlops albirostris — вид змій родини американських сліпунів (Anomalepididae). Мешкає в Центральній Америці і Південній Америці.

## Поширення й екологія
Liotyphlops albirostris поширені від тихоокеанських схилів на півдні Коста-Рики через Панаму до Колумбії і Венесуели. У Панамі вид поширений на висоті до 700 м над рівнем моря, в Колумбії — в горах Кордильєра-Сентраль і долині Магдалени, на висоті від 225 до 1040 м над рівнем моря, а у Венесуелі — в горах Кордильєра-де-Мерида і Кордильєра-де-ла-Коста на висоті до 1600 м над рівнем моря. Liotyphlops albirostris живуть у вологих і сухих тропічних лісах, на рисових полях і пасовищах, поблизу людських поселень. Ведуть риючий спосіб життя, живляться дощовими черв'яками й личинками комах.